# The Rehats
The Rehats sind eine deutsche, vierköpfige Folk-Pop Band aus Freiburg im Breisgau.

## Geschichte
Die Band wurde 2015 von Sänger, Gitarrist und Songschreiber Johannes „Jojo“ Stang gegründet, nachdem dieser zunächst selbst produzierte Musikvideos über Social Media verbreitete. Die Videos zogen auch die Aufmerksamkeit anderer Musiker auf sich und so formierten sich „The Rehats“. Michael Simon (Schlagzeug) war neben Jojo (Gitarre, Gesang) eines der ersten Mitglieder. Hinzu kamen der Leadgitarrist Max Steffens und Hélène Rihet (Bass). Die ersten Auftritte folgten nur wenige Monate später.
2016 nahmen sie ihre erste EP in den Hansa Studios in Berlin auf. Dabei arbeiteten sie mit Tim Tautorat zusammen, der u. a. als Produzent für The Kooks und AnnenMayKantereit tätig war. Es folgten Tourneen durch ganz Deutschland, Österreich, die Schweiz und Auftritte bei Festivals wie dem Chiemsee Summer und dem Lörracher Stimmen-Festival 2019.
Mit der Unterstützung ihres Labels Steeplejack Music, ihres Musikverlags Medialuchs sowie der neuen Bassistin Nadine Traoré ging es dann 2019 für die Aufnahme ihres Debüt-Albums Nothing But the Truth nach Köln ins Studio von Wolfgang Stach (Jupiter Jones, BAP). Das Album wurde auf SR3 als „Album der Woche“ vorgestellt und Single-Auskopplungen des Albums schafften es in verschiedenen Sendern in die Rotation, u. a. auch beim WDR.
Seit 2020 spielt Leadgitarrist Reto Fessler bei den Rehats. Im Februar 2023 erschien ihr aktuelles Album „Heart & Mind“, bei dem sie unter anderem mit Musikproduzent Jem Seifert (Udo Lindenberg, Andreas Bourani) zusammenarbeiteten. Die Albumproduktion wurde von der Initiative Musik im Rahmen des Programms „NEUSTART-KULTUR“ gefördert. Bei der auf dem Album erschienenen Single „Run Now“ entschieden sich die Rehats erstmals für eine Songwriting-Kooperation. Der Song entstand in mehreren Zoom-Meetings zwischen Jojo und dem kanadischen Songwriter und ehemaligen Strumbellas-Leadsänger Simon Ward. „Heart & Mind“ wurde sowohl auf SR 3 Saarlandwelle als auch auf Bremen Eins als „Album der Woche“ präsentiert.

## Stil
Der Sound der Rehats orientiert sich an Vorbildern wie Mumford and Sons, The Kooks oder den Mighty Oaks. Auch Einflüsse von Americana sowie mehrstimmiger Gesang prägen ihren Stil. Die Texte sind zumeist auf Englisch gehalten.

## Diskografie

### Singles
- 2019: City Lights (Steeplejack Music, Erstveröffentlichung: 7. August 2019)
- 2019: On My Mind (Steeplejack Music, Erstveröffentlichung: 2. November 2019)
- 2020: Nothing But the Truth (Steeplejack Music, Erstveröffentlichung: 29. Mai 2020)
- 2022: Living In My Head (Steeplejack Music, Erstveröffentlichung: 29. Juli 2022)
- 2023: Anyway (Steeplejack Music, Erstveröffentlichung: 21. Oktober 2023)
- 2023: Run Now (Steeplejack Music, Erstveröffentlichung: 13. Januar 2023)

### EPs
- 2016: Nothing But the Truth (Eigenveröffentlichung)

### Alben
- 2020: Nothing But the Truth (Steeplejack Music, Erstveröffentlichung: 29. Mai 2020)
- 2023: Heart & Mind (Steeplejack Music, Erstveröffentlichung: 3. Februar 2023)